# Шоджа Халілзаде
Шоджа Халілзаде (перс. شجاع خلیل زاده‎; нар. 14 травня 1989, Ґаєм-Шахр, Іран) — іранський футболіст, центральний захисник «Персеполіса» та національної збірної Ірану.

## Клубна кар'єра

### «Мес» та «Сепахан»
Професіональну кар'єру розпочав 2008 року у клубі «Мес» (Расфанджан), який виступав у Лізі Азадеган. У 2010 році перейшов до керменського «Меса», який виступав у Про-лізі. Влітку 2013 року перебрався до «Сепахана», з яким виграв Про-лігу Ірану 2014/15.

### «Персеполіс»

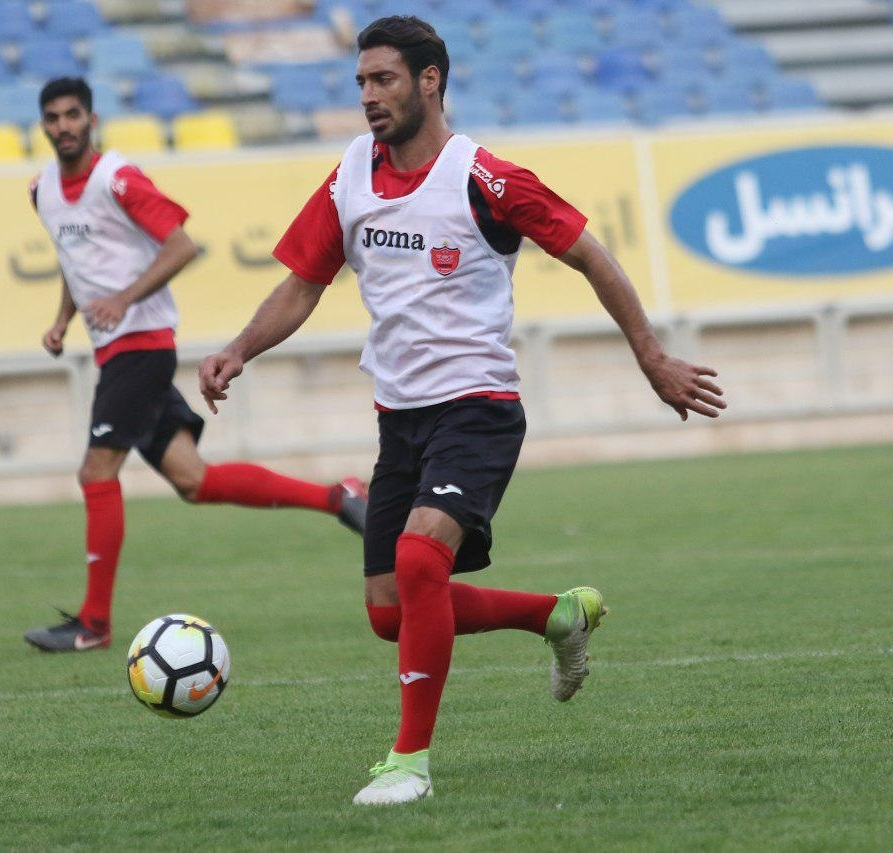
Шоджа Халілзаде на тренуванні «Персеполіса».

У травні 2017 року перейшов до чемпіона Про-ліги Ірану «Персеполіс», з яким підписав 2-річний контракт. У своєму дебютному поєдинку за нову команду в Про-лізі відзначився голом у воротах «Фулада Б».
Вдруге у футболці «Персеполіса» відзначися голом у поєдинку 1/4 фіналу Ліги чемпіонів АФК проти «Аль-Аглі». У третьому турі Лізі чемпіонів АФК «Персеполіс» грав у безгольову нічию з «Аль-Аглі», допоки Халілзаде проявив спритність, вдало згрупувався та «ударом ножицями» відкрив рахунок у матчі. Згодом цей гол вболівальники визнали найкращим на груповому етапі Ліги чемпіонів АФК 2019.

### Клубна статистика
Станом на 18 February 2020
| Клубні виступи     | Клубні виступи    | Клубні виступи    | Ліга  | Ліга | Кубок       | Кубок       | Континентальні | Континентальні | Загалом | Загалом |
| Клуб               | Ліга              | Сезон             | Матчі | Голи | Матчі       | Голи        | Матчі          | Голи           | Матчі   | Голи    |
| Іран               | Іран              | Іран              | Ліга  | Ліга | Кубок Хазфі | Кубок Хазфі | Азія           | Азія           | Загалом | Загалом |
| ------------------ | ----------------- | ----------------- | ----- | ---- | ----------- | ----------- | -------------- | -------------- | ------- | ------- |
| «Мес» (Рафсанджан) | Дивізіон 1        | 2008–09           | 20    | 0    | 4           | 0           | –              | –              | 24      | 0       |
| «Мес» (Рафсанджан) | Дивізіон 1        | 2009–10           | 22    | 1    | 3           | 0           | –              | –              | 25      | 1       |
| Загалом            | Загалом           | Загалом           | 42    | 1    | 7           | 0           | –              | –              | 49      | 1       |
| «Мес» (Кермен)     | Про-ліга          | 2010–11           | 24    | 0    | 1           | 0           | –              | –              | 25      | 0       |
| «Мес» (Кермен)     | Про-ліга          | 2011–12           | 28    | 1    | 3           | 0           | –              | –              | 31      | 1       |
| «Мес» (Кермен)     | Про-ліга          | 2012–13           | 22    | 0    | 1           | 0           | –              | –              | 23      | 0       |
| Загалом            | Загалом           | Загалом           | 74    | 1    | 5           | 0           | –              | –              | 79      | 1       |
| «Сепахан»          | Про-ліга          | 2013–14           | 26    | 0    | 1           | 0           | 6              | 0              | 33      | 0       |
| «Сепахан»          | Про-ліга          | 2014–15           | 9     | 0    | 0           | 0           | –              | –              | 9       | 0       |
| «Трактор Сазі»     | Про-ліга          | 2015–16           | 23    | 2    | 3           | 0           | 4              | 1              | 30      | 3       |
| «Сепахан»          | Про-ліга          | 2016–17           | 23    | 0    | 4           | 0           | –              | –              | 27      | 0       |
| Загалом            | Загалом           | Загалом           | 81    | 2    | 8           | 0           | 10             | 1              | 99      | 3       |
| «Персеполіс»       | Про-ліга          | 2017–18           | 27    | 3    | 3           | 1           | 11             | 1              | 41      | 5       |
| «Персеполіс»       | Про-ліга          | 2018–19           | 27    | 2    | 4           | 0           | 10             | 2              | 41      | 4       |
| «Персеполіс»       | Про-ліга          | 2019–20           | 14    | 1    | 2           | 0           | 2              | 0              | 17      | 1       |
| «Персеполіс»       | Загалом           | Загалом           | 68    | 6    | 9           | 1           | 23             | 3              | 100     | 10      |
| Усього за кар'єру  | Усього за кар'єру | Усього за кар'єру | 265   | 10   | 29          | 1           | 33             | 4              | 327     | 15      |

## Кар'єра в збірній
У 2012 році Карлуш Кейрош запросив Шоджу до національної збірної Ірану, у футболці якої дебютував в переможному (3:0) поєдинку проти Мозамбіку.

## Досягнення
«Сепахан»

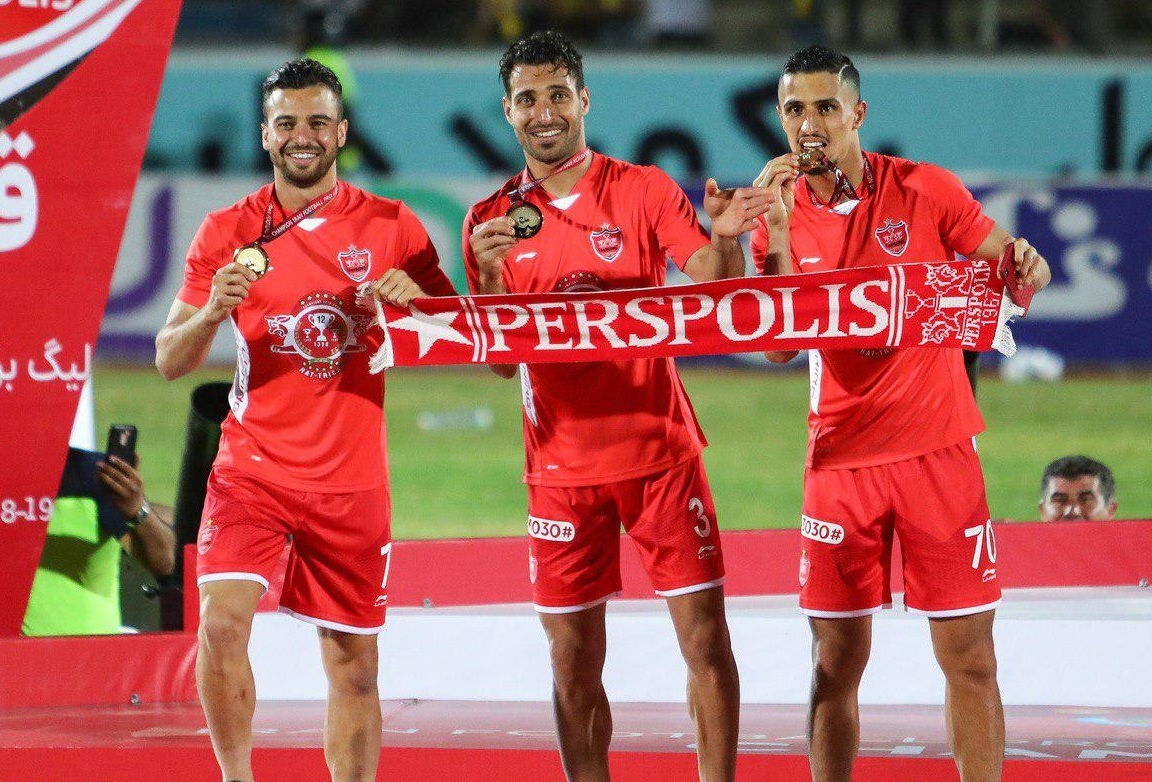
«Персеполіс» святкує перемогу в Про-лізі 2018/19.

- Про-ліга Перської затоки
  -  Чемпіон (1): 2014/15

«Персеполіс»
- Про-ліга Перської затоки
  -  Чемпіон (3): 2017/18, 2018/19, 2019/20

- Кубок Хазфі
  -  Володар (1): 2018/19

- Суперкубок Ірану
  -  Володар (3): 2017, 2018, 2019

- Ліга чемпіонів АФК
  -  Фіналіст (1): 2018

### Індивідуальні
- Найкращий гол Ліги чемпіонів АФК (1): 2019